# Mikoszki
Mikoszki (pol. hist. Mikoszewice) – wieś w Polsce położona w województwie wielkopolskim, w powiecie kościańskim, w gminie Kościan.

## Położenie
Na północny zachód od Mikoszek Kanał Prut łączy się z Kanałem Mosińskim. Na wschód od wsi przebiega droga krajowa nr 5.

## Historia
Wieś pierwotnie związana była z Wielkopolską. Ma metrykę średniowieczną i istnieje co najmniej od końca XII wieku. Wymieniona w dokumencie zapisanym po łacinie z 1388 Micoszevicze, 1391 Mikoczewice, 1393 Mikuszevicze, Mikuszicz, Mikuszewo, 1397 Mycuszewicz, 1398 Mycoschewicz, 1399 Micoszewicze, 1400 Micosszewicze, Michoszewicze, Michosszewicze, Micusszevo, Micuszewicze, Micoszewicz, 1470 Mykuszki, 1471 Mykoszky, 1580 Mikoski.
Miejscowość była wsią należącą do lokalnej szlachty wielkopolskiej z rodu Mikoszewskich, którzy od nazwy wsi utworzyli swoje odmiejscowe nazwisko, a także do Dzewiczów, Gampnów, Jarogniewskich, Sułockich, Jezierskich, Tarnowskich, Baranowskich. W 1445 miejscowość należała do powiatu kościańskiego Korony Królestwa Polskiego. W 1581 należała do parafii Głuchowo koło Czempinia.
Zachowały się dwa zapisy sądowe z 1388. Pierwszy odnotowuje Piotrka Mikoszewskiego prowadzącego spór z Wincentym zwanym Sierotą oraz jego braćmi przyrodnimi. Drugi odnotowuje Michała Dzewicza lub Zenwicza pozwanego przed sądem przez Mścigniewa z Sędzina o poręczenie. W latach 1391–1397 zachował się zapis o porze sądowym jaki Jafroszka z Mikoszek i Karmina prowadziła ze swoim bratem Bogusławem Sasinem z Karmina o 6 oraz 50 grzywien. W 1393 prowadziła kolejny spór ze swoimi pasierbami o 40 grzywien wiana jakie miała zapisane na 1/4 Mikoszek. W 1400 odnotowana jako wdowa po Bogusławie z Mikoszek; oddaliła roszczenia swojego szwagra Michała Dzewicza o 40 grzywien wiana, które miała zapisane na 1/4 Mikoszek oraz o długi u Żydów. W latach 1395–1399 odnotowany został również jako właściciel we wsi Szczepan Mikoszewski, a później także jego syn Dziersław.
W 1399 tenże Michał Gampno pisany także de Dampno przegrał spór z Janem Jarogniewskim o 1/4 Mikoszek. Sąd zobowiązał go do wprowadzenia Jana w posiadanie tej części wsi. Janusz domagał się także od tegoż Michała zwrotu dokumentu, który mu wystawił. W 1399 Michał Gampno toczył spór sądowy z kmieciem Święchem z Jasienia. W latach 1400–1401 Stanisław, Mikołaj Mikuszewski z Mikuszewa oraz Piotrek Zeberlich Piotrowski byli w sporze sądowym z Mikołajem Żegadło kmieciem z Kawczyna o pieniądze za łąkę oraz zastaw wartości 3 grzywien w Piotrowie. W 1406 Michał Gampno pozwany został przez brata Stanisława o 7 grzywien z części wsi Mikoszki jakie odziedziczył po matce oraz o 3,5 grzywny zastawu. W 1410 Michał Gampno zobowiązał się uwolnić Mikoszki od roszczeń osób trzecich wobec Stanisława oraz pozostałych swoich braci.
W 1432 córka Jarosława Synocha Jarogniewska wniosła wieś Mikoszki jako swoje wiano mężowi Maternie Maciejowi Łekieńskiemu z Łekna w powiecie kcynyńskim. W 1450 miała zapisany posag na połowie Jarogniewic, Mikoszek oraz Piotrowa i jako wdowa po Macieju Łekieńskim zeznała przed sądem ziemskim, że jej teść sędzia kaliski Trojan z Łekna zaspokoił jej roszczenia odnośnie posagu oraz wiana, które objął za nią jej zmarły mąż.
W latach 1445–1476 Jadwiga córka Jana Jarogniewskiego, żona Jana Starszego Rydzyńskiego, dziedziczka w Mikoszkach i Jarogniewicach, zbyła swoje części w tychże wsiach na rzecz Wojciecha Miechinińskiego oraz Jana Sędzińskiego. W 1476 Wojciech Jarogniewski z Mikoszek pozwany został przez kupca i mieszczanina kościańskiego Jarosława o to, że dostarczył mu na wyprawę węgierską 11/2 postawu sukna żytawskiego, wóz żelazny z okutymi kołami, kuszę, 13 kóp ryb, sery, połeć mięsa lub słoniny oraz masło, a wszystko o wartości 20 złotych węgierskich i za dostarczone towary nie otrzymał żadnej zapłaty.
W 1494 w posiadanie połowy Jarogniewic oraz Mikoszek weszli Tadrowie Sułoccy z Sułocina (obecnie Słocin). Majątki te w latach 1494-1518 posiadał burgrabia starościński kościański Andrzej Tader Sułocki. W 1486 Anna, Róża i Beata córki zmarłego Wojciecha Jarogniewskiego zapisały Piotrowi Iłowieckiemu z Iłowca Wielkiego 225 grzywien na Mikoszkach oraz na części Jarogniewic, ponieważ ich ojciec ręczył wspomnianemu Iłowieckiemu za braci Chełmskich z Chełmna koło Pniew, a jeden z nich nie dotrzymał umowy. W 1500 Wojciech Sułocki zapisał siostrze Dorocie Sułockiej 5 grzywien szer. półgroszy czynszu m.in. na Mikoszkach. W 1525 zapisał też żonie Agnieszce Krzyżanowskiej, wdowie po Hieronimie Wronowskim, wiano na Grzybnie, Jarogniewicach i Mikoszkach. W 1530 Wojciech Sułocki wraz z żoną Agnieszką sprzedał z zastrzeżeniem prawa wykupu burgrabiemu szamotulskiemu Dobrogostowi Jezierskiemu 10 grzywien czynszu rocznego m.in. na Mikoszkach za 200 grzywien. W 1564 Wojciech z powodu braku potomstwa przekazał swoim siostrzeńcom Adamowi Tarnowskiemu i Piotrowi Baranowskiemu Mikoszki, część Jarogniewic oraz Grzybno.
Miejscowość odnotowały również rejestry podatkowe. W 1563 pobrano podatki od wielu zagrodników we wsi Mikoszki. W 1581 miał miejsce pobór od jednego łana, 3 zagrodników oraz 3 komorników.
W wyniku II rozbioru Rzeczypospolitej w 1793, miejscowość przeszła w posiadanie Prus i jak cała Wielkopolska znalazła się w zaborze pruskim. W okresie Wielkiego Księstwa Poznańskiego (1815-1848) miejscowość wzmiankowana jako Mikoszki należała do wsi większych w ówczesnym pruskim powiecie Kosten rejencji poznańskiej. Mikoszki należały do okręgu czempińskiego tego powiatu i stanowiły odrębny majątek, którego właścicielem był wówczas (1846) Ludwik Koczorowski. Według spisu urzędowego z 1837 roku Mikoszki liczyły 164 mieszkańców, którzy zamieszkiwali 17 dymów (domostw).
Pod koniec XIX wieku obszar dworski Mikoszki stanowił posiadłość Stefana Chłapowskiego. Istniał w nim młyn parowy oraz gorzelnia. W samej wsi było 17 domów, w których mieszkało 119 osób, wszyscy wyznania rzymskokatolickiego. W latach 1975–1998 miejscowość administracyjnie należała do województwa leszczyńskiego.
Do rejestru zabytków został wpisany park dworski.
Przez Mikoszki przebiega żółty szlak pieszy ze Starego Bojanowa do Piotrowa.